# Evangelische Kirche (Rhaunen)

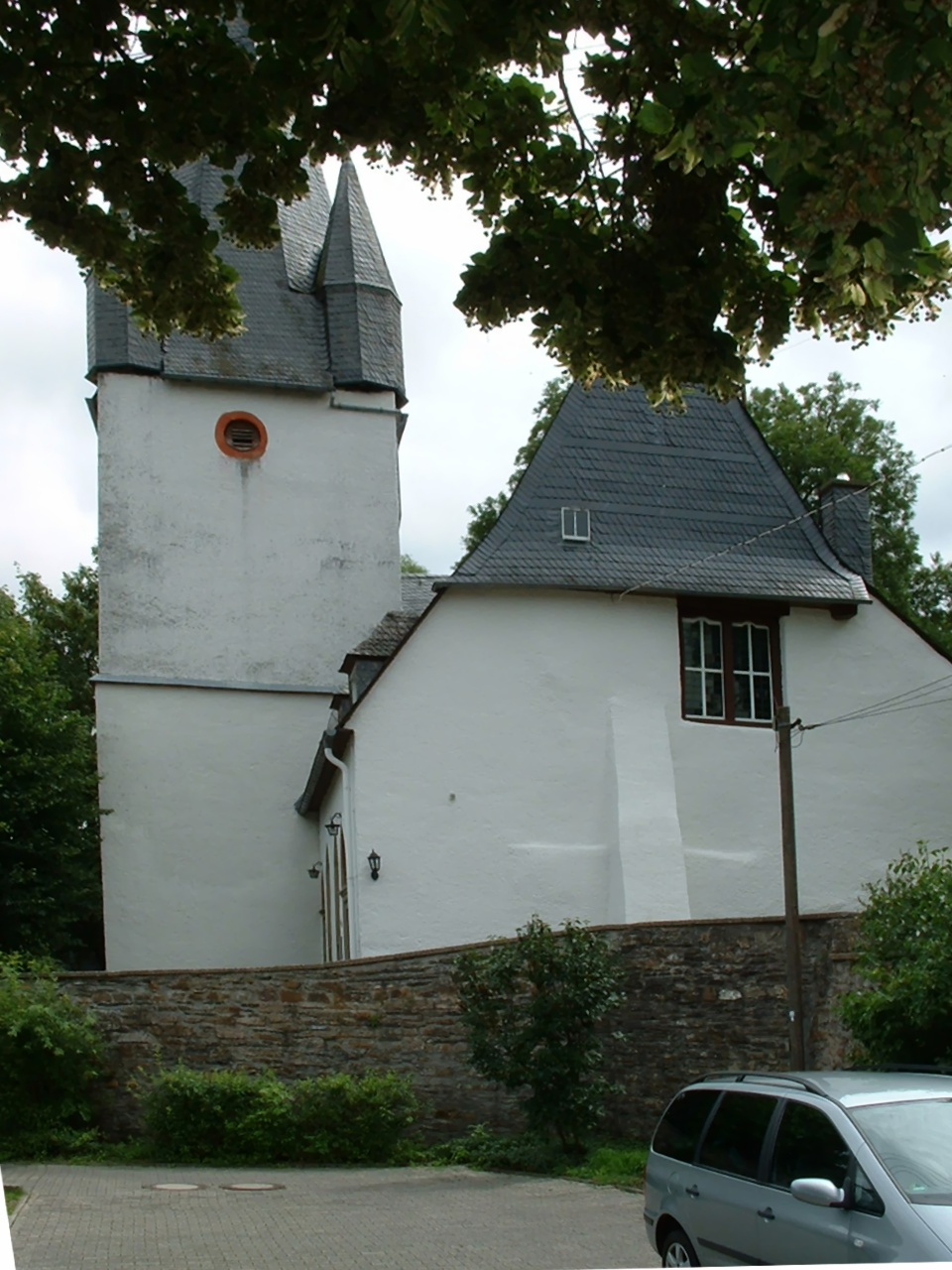
Kirche von Westen

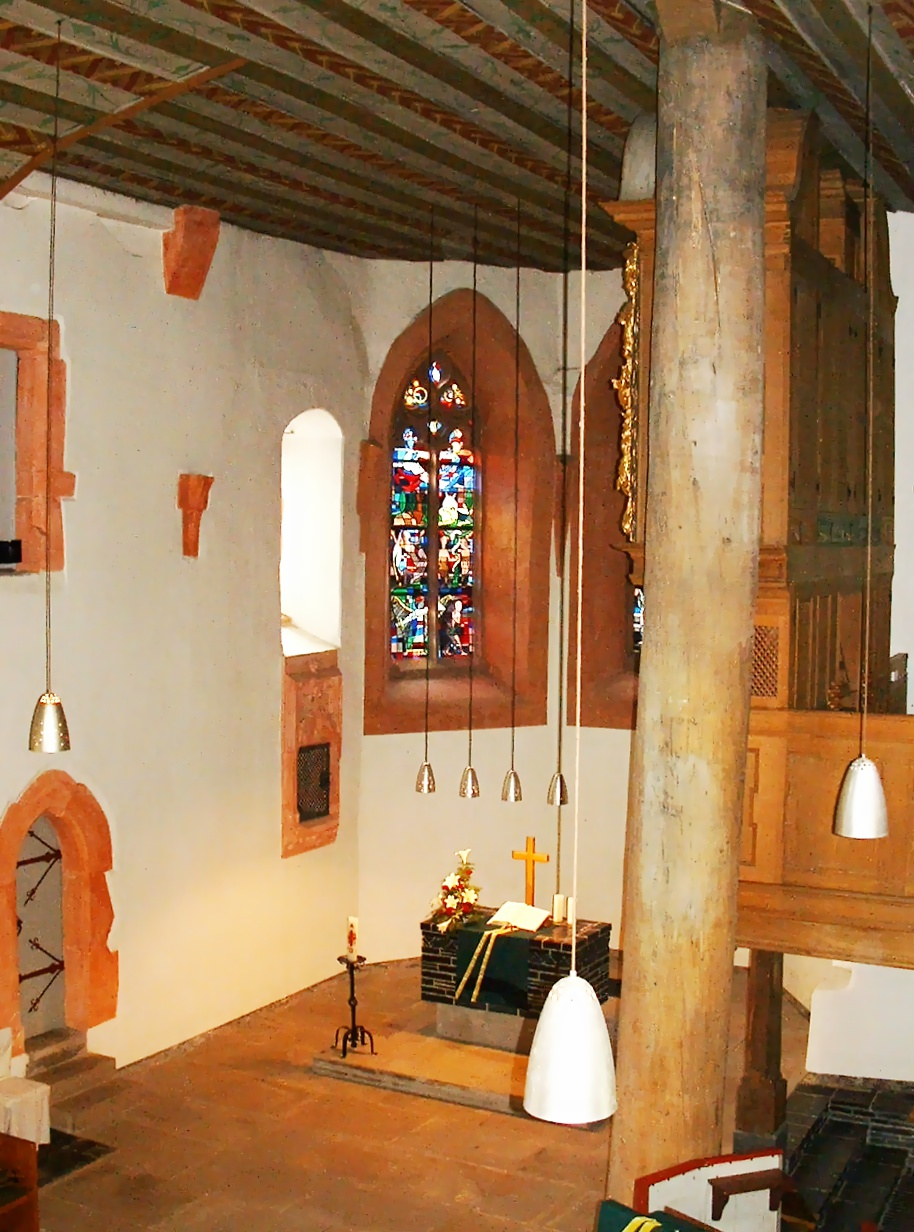
Chor von innen

Die Evangelische Kirche Rhaunen (Hunsrück) ist eine Kirche in Rhaunen im Landkreis Birkenfeld in Rheinland-Pfalz. Sie geht auf das frühe 8./9. Jahrhundert zurück und gehört zur evangelischen Kirchengemeinde Rhaunen-Hausen im Kirchenkreis Trier der Evangelischen Kirche im Rheinland.

## Gemeindegeschichte
Erstmals erwähnt wird Rhaunen im 8. Jahrhundert als Besitz des Klosters Lorsch, 841 gelangte Rhaunen in den Besitz des Klosters Fulda. Von Rhaunen aus erfolgte die Besiedlung der umliegenden Dörfer. Die Pfarrei ist erstmals 1271 nachgewiesen. 1277 wird eine dem heiligen Martin geweihte Kirche erwähnt. Die Reformation wurde im Frühjahr 1560 durch den lutherischen Wild- und Rheingrafen Philipp Franz in Rhaunen eingeführt. Der erste evangelische Pfarrer war Georg von Hasborn (1560–1571). Im Dreißigjährigen Krieg wurde Rhaunen für einige Jahre wieder katholisch. Von 1685, der Zeit der französischen Besatzung bis zur Ablösung der Simultaneums 1888 durch den Bau einer Katholischen Kirche war sie eine Simultankirche. Seit 2004 war Rhaunen mit Hausen pfarramtlich verbunden; 2012 erfolgte die Fusion. Seit 2011 besteht eine Verbindung der Gemeinde Rhaunen-Hausen mit Hottenbach-Stipshausen und Sulzbach. In der Gemeinde existieren neun Predigtstätten.

## Architektur und Ausstattung
Die Saalkirche ist ein verputzter Bruchsteinbau mit 19,60 m Länge, 10,10 m Breite und 4,30 m Höhe (bis zum Hauptgesims). Der dreiseitige asymmetrische Chor wurde in der 2. Hälfte des 15. Jahrhunderts, das Langhaus um 1700 erbaut. 1767 wurde der Chor wiederhergestellt. Vom ursprünglich gewölbten Chor sind noch Rippenansätze und das Fischblasenmaßwerk erhalten. An der Nordwand des Chores befindet sich ein spätgotisches Sakramentshäuschen, an der Südwand spätgotische Freskenreste. Die Nordwand des Langhauses mit ihren spitzbogigen Fenster wurde im späten 19. Jahrhundert errichtet. An der östlichen Säule befindet sich eine einfach polygonale Holzkanzel von 1773. Ihr ehemaliger Schalldeckel liegt im Erdgeschoss des Turmes.

## Orgel

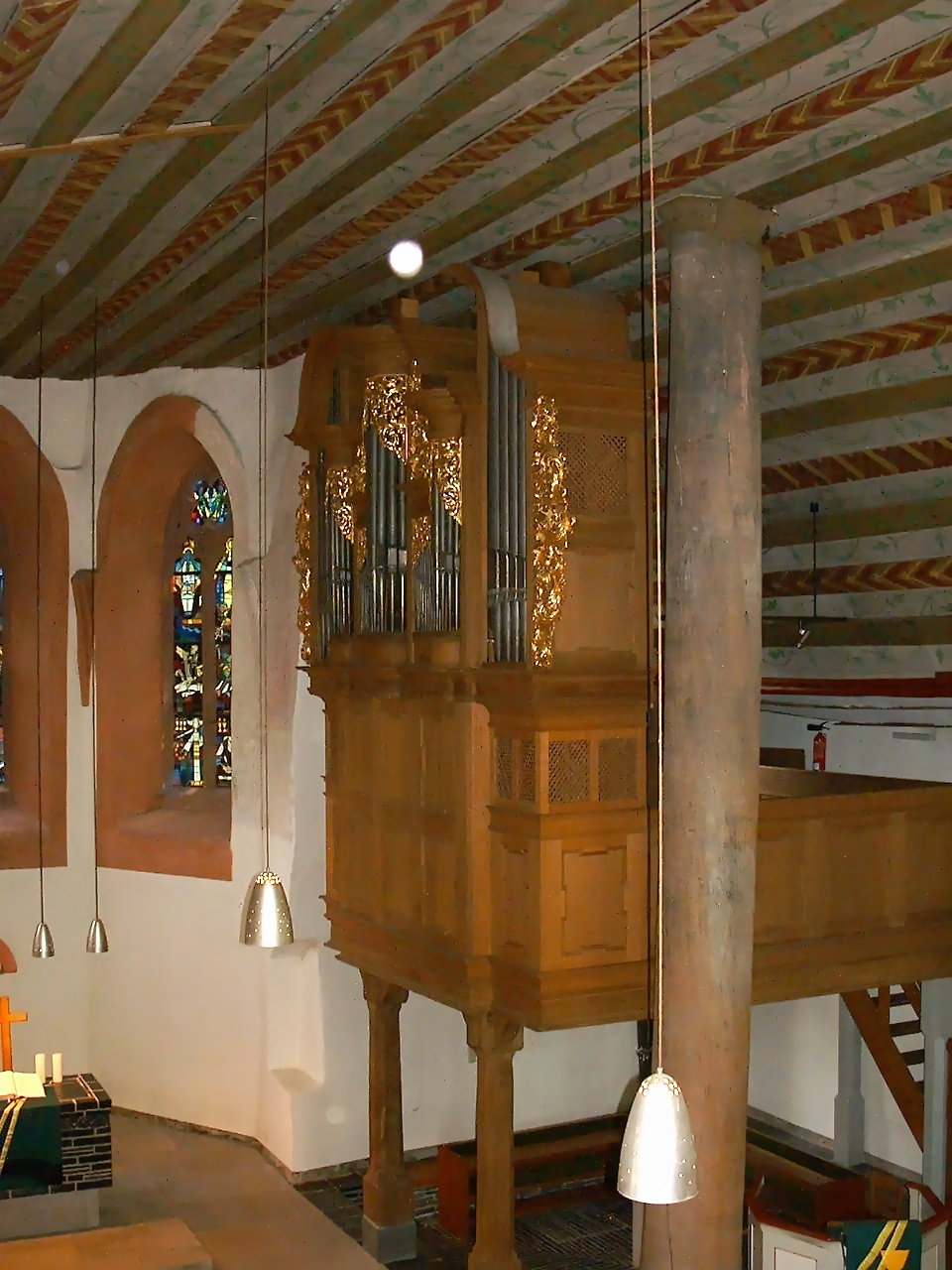
Orgel

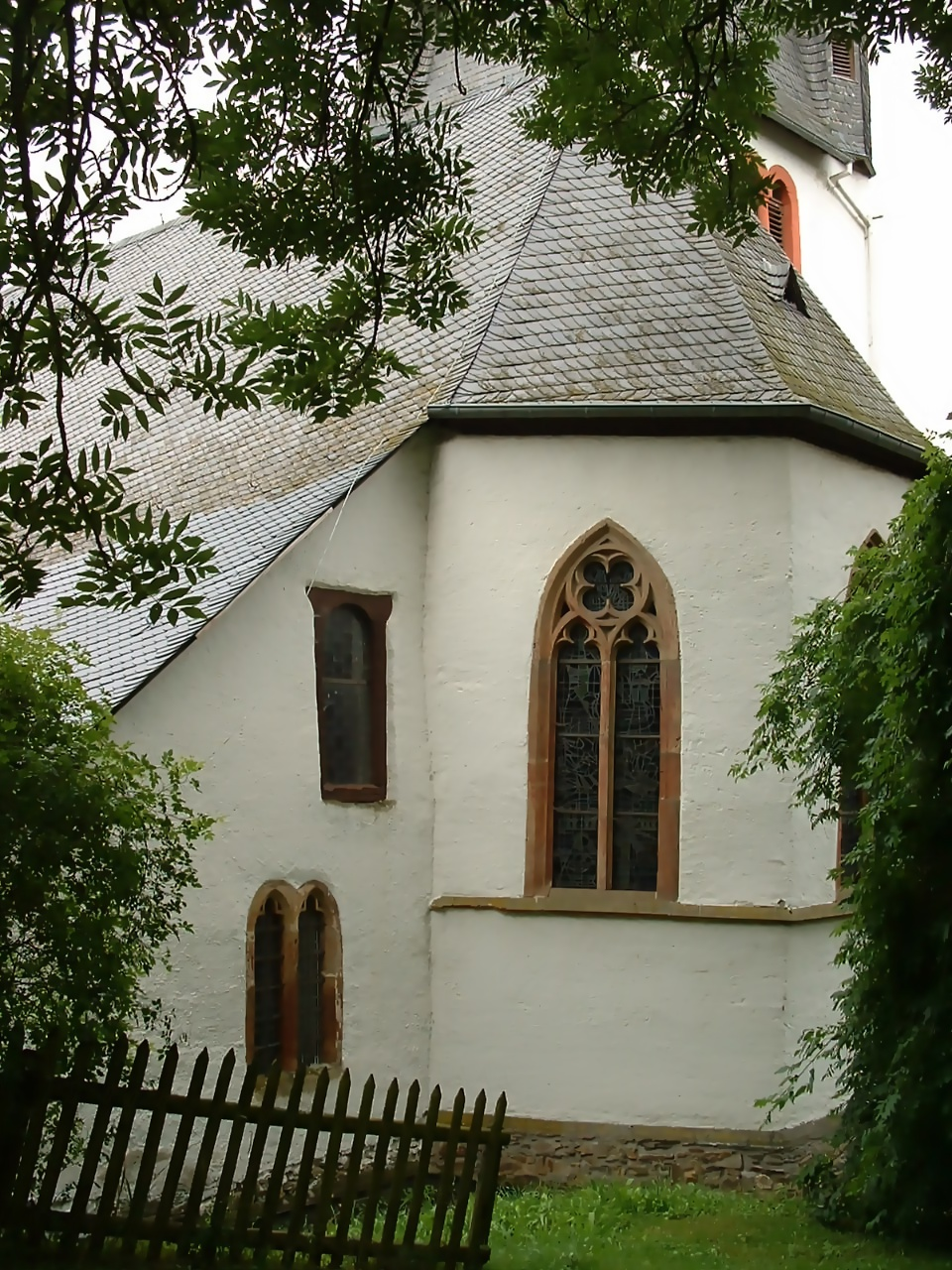
Chor von außen

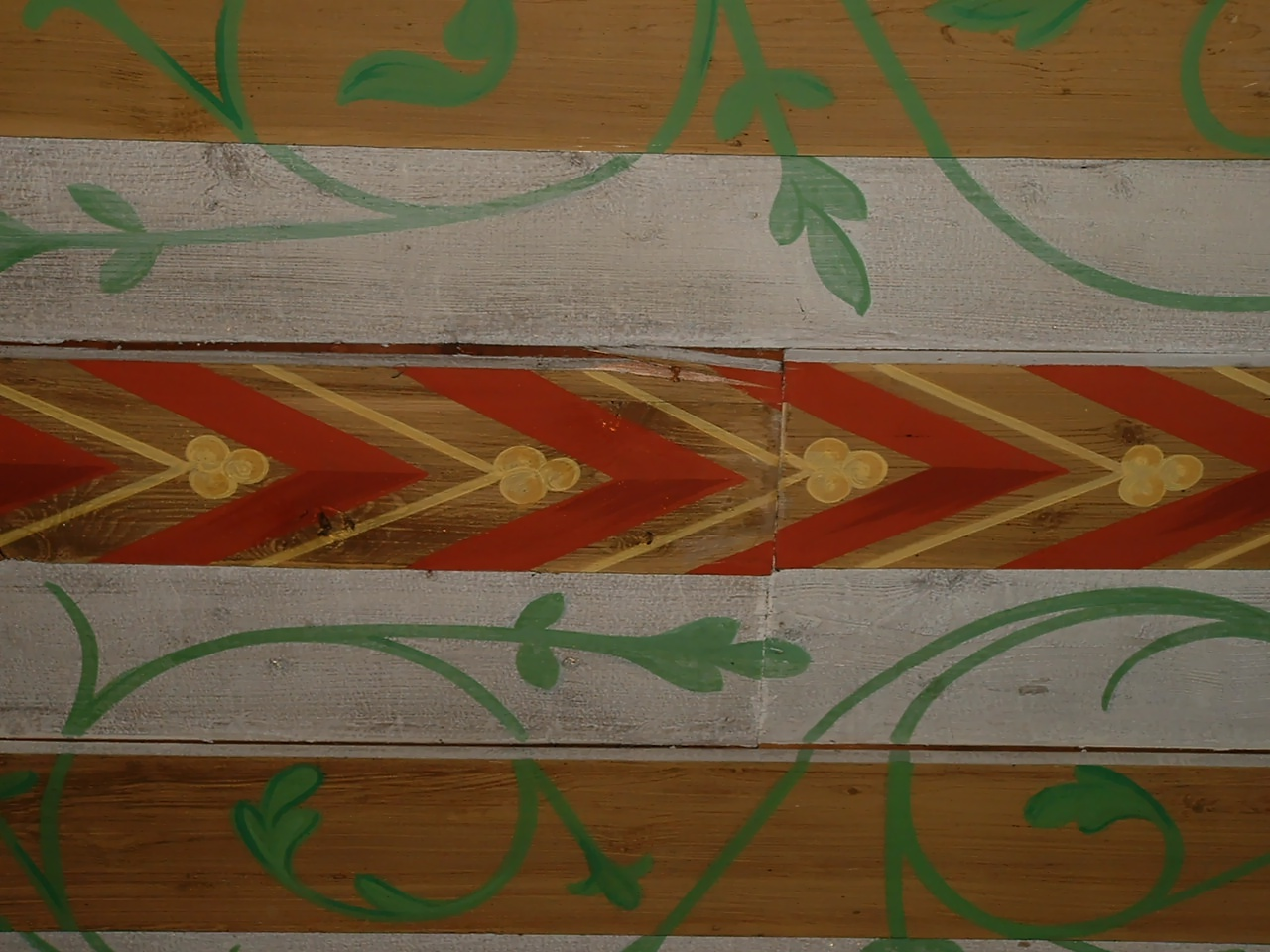
Decke

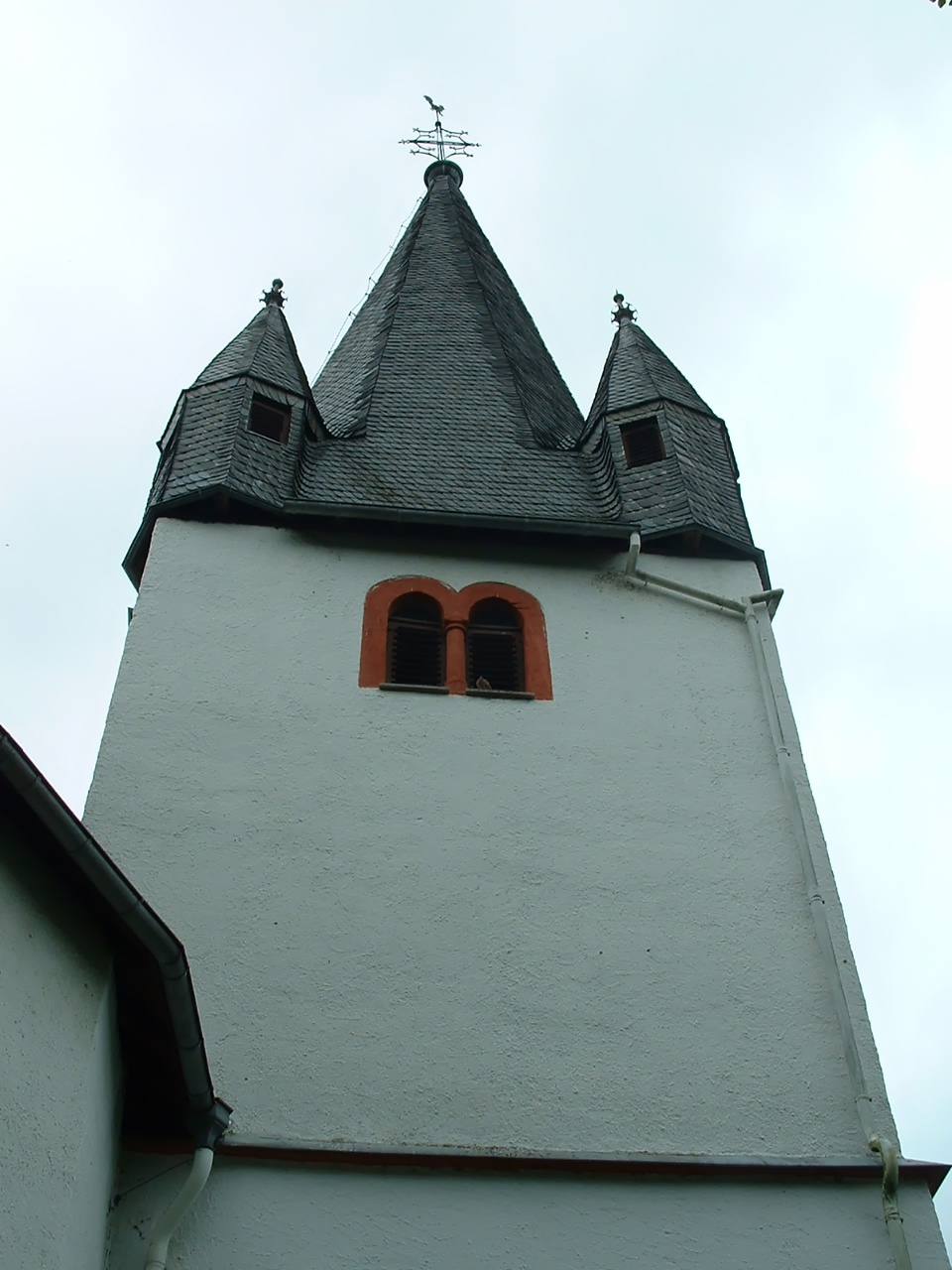
Turm

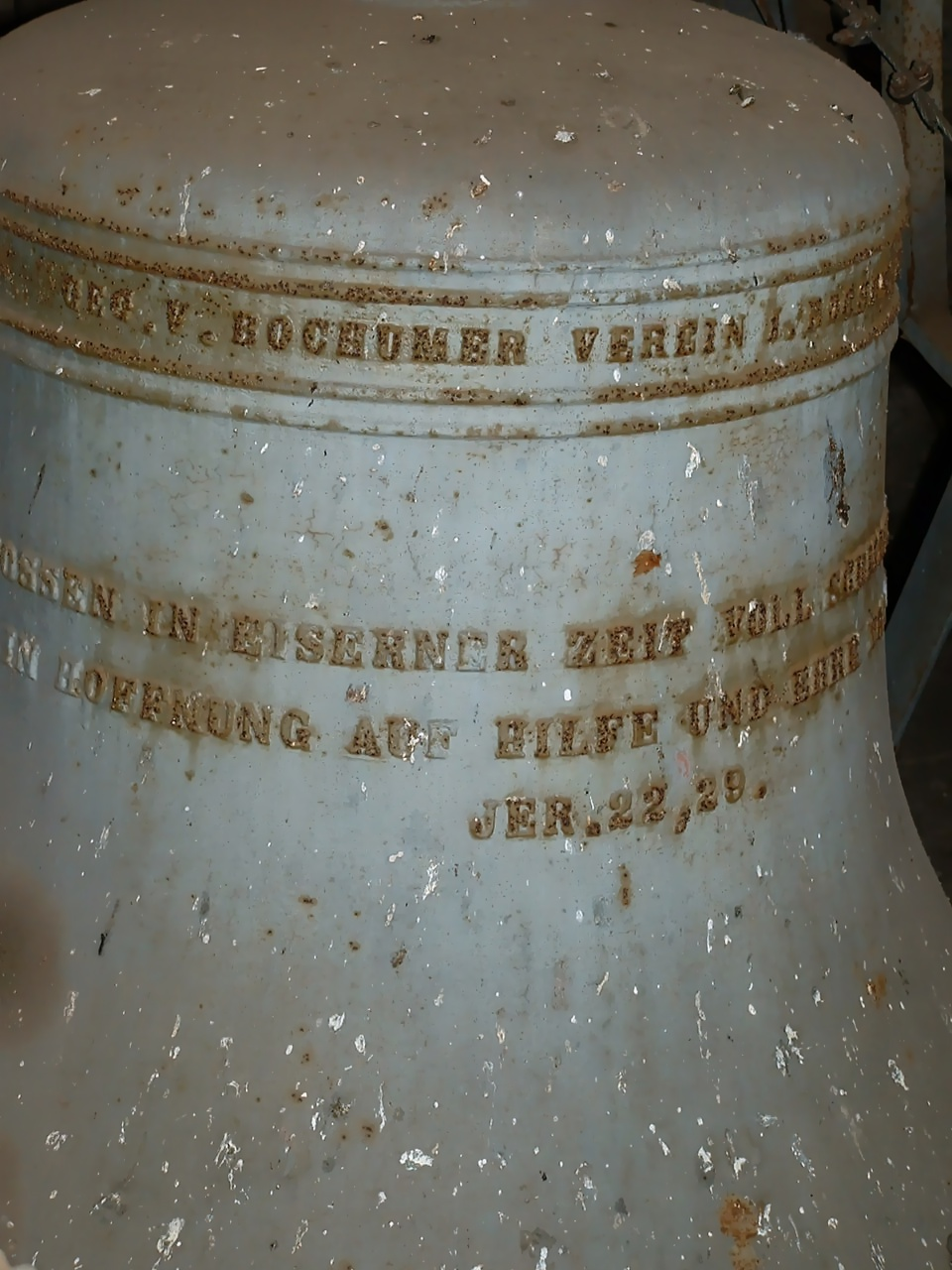
Glocke

In der Kirche steht die älteste erhaltene Orgel der Orgelbauerfamilie Stumm. Sie wurde von 1723 von Johann Michael Stumm als einmanualiges Instrument mit 13 Registern und hinterspieliger Traktur erbaut. 1910 wurde sie vergrößert und 1934 von der Firma Oberlinger mit elektrischer Traktur versehen, umgebaut und erneut erweitert. Beispielgebend für viele spätere Orgelrestaurierungen wurde die Orgel 1979 von der Firma Johannes Klais Orgelbau in den ursprünglichen Zustand zurückversetzt. Dabei wurde die mechanische Traktur und die originale Disposition wiederhergestellt. Das Instrument steht rechts oberhalb des Altars auf einer Eichenholzempore. Der Orgelprospekt weist Arkantusschitzereien als Schleierwerk auf. Die Disposition lautet:
| Manual CD–c3       |         |
| Principal          | 8′      |
| Hohlpfeif          | 8′      |
| Octav              | 4′      |
| Flöth              | 4′      |
| Quint              | 3′      |
| Superoctav         | 2′      |
| Terz               | 1 3⁄5′  |
| Cornett IV (ab c1) | [ A 8 ] |
| Mixtur III         | 1′      |
| Trompet B+D        | 8′      |
| Vox humana B+D     | 8′      |

| Pedal CD–c1   |     |
| Subbass       | 16′ |
| Principalbass | 8′  |

- Koppeln: Pedalkoppel
- Temperierung nach Dom Bédos de Celles (1770)[7]

Anmerkungen
1. ↑  CD–a Holz, b–c3 Metall, original.
2. ↑  CD–a Holz, gedeckt, b–c3 Metall, gedeckt, original.
3. ↑  Im Prospekt, original.
4. ↑  Metall, gedeckt, original.
5. ↑  Metall, zylindrisch, g–e2 original.
6. ↑  Metall, bis auf 3 Pfeifen original.
7. ↑  Metall, zylindrisch, nur 4 Pfeifen original.
8. ↑  4′+ 2 2⁄3′ + 2′+ 1 3⁄5′, erste 3 Chöre original.
9. ↑  1′ + 2⁄3′ + 1⁄2′, 79 von 144 Pfeifen original.
10. 1 2  Nach Oberlahnstein und Leutesdorf rekonstruiert.
11. ↑  Holz, gedeckt, original (bis ursprünglich c0), cis–c1 Erweiterung.
12. ↑  CD Holz, offen, Dis–c0 im Prospekt, Metall, original, cis–c1 Erweiterung.

## Turm
Der Turm war wahrscheinlich Teil der bereits 1277 erwähnten Kirche. Seinen jetzigen Helm erhielt er um 1750. – nach anderer Quelle in der 2. Hälfte des 16. Jahrhunderts.

## Glocken
Im Turm hängen zwei Stahlgußglocken, die 1922 vom Bochumer Verein gegossen wurden.

## Nutzung
Gottesdienste finden etwa zweimal im Monat statt. Neben der gottesdienstlichen Nutzung finden regelmäßig (Orgel-)Konzerte und andere Veranstaltungen in der Kirche statt.